# Damien Johnson
Damien Michael Johnson (Lisburn, 18 november 1978) is een Noord-Iers voormalig voetballer. Hij speelde centraal op het middenveld. Johnson was in de Premier League actief met Blackburn Rovers en vooral Birmingham City. Hij kwam zonder te scoren 56 keer uit voor het Noord-Iers voetbalelftal.

## Clubcarrière
Johnson debuteerde als profvoetballer bij Portadown in de eigen Noord-Ierse regio Armagh. Hiervoor speelde hij slechts drie wedstrijden. In 1997 bood Blackburn Rovers hem een contract aan. 
Johnson was officieel nog altijd een jeugdspeler en werd nog even opgeleid door Blackburn. Hij debuteerde op 30 september 1997 voor Blackburn, in de League Cup tegen Preston North End. In die wedstrijd keek Johnson tegen een gele kaart aan. 
Johnson werd in 1998 door Blackburn verhuurd aan Nottingham Forest. Hij werkte zes wedstrijden af en keerde terug naar Ewood Park. Johnson had last van de aanwezigheid van spelers als David Dunn en Garry Flitcroft, spelers die de club op sleeptouw namen. 
In de vijf seizoenen die hij onder contract stond, speelde de centrale middenvelder 59 competitiewedstrijden voor Blackburn.
De loopbaan van Johnson kwam pas echt van de grond toen hij in maart 2002 voor Birmingham City tekende. Birmingham hoefde 'slechts' £ 50.000 ,- te betalen. Hij was een vaste waarde op St. Andrews en speelde 193 competitiewedstrijden voor de club, waarvan 150 in de Premier League. In totaal speelde hij 216 officiële wedstrijden voor Birmingham. 
Johnson verhuisde naar Plymouth Argyle op de laatste dag van de wintermercato van 2010.
Van 2010 tot 2012 werd Johnson bizar genoeg verhuurd aan Huddersfield Town, wat de fans van Plymouth hun bestuur niet in dank afnamen. Johnson kon een belangrijke speler worden, dachten ze.
Johnson besloot in oktober 2013 een einde te maken aan zijn profcarrière nadat zijn contract bij Fleetwood Town niet werd verlengd.

## Trainerscarrière
Op 2 juli 2019 trad Johnson toe tot de trainersstaf van Blackburn Rovers als beloftencoach.